# Gottlieb (nombre)
Gottlieb es un Nombre masculino y un apellido común en Alemania. Tiene un significado parecido a Amadeo (nombre latino) y Teófilo (nombre griego). Significa el Amor de Dios! frente a los amados de Dios.